# Stockholms Lucia
För Sveriges Lucia efter 1972, se Sveriges Lucia.

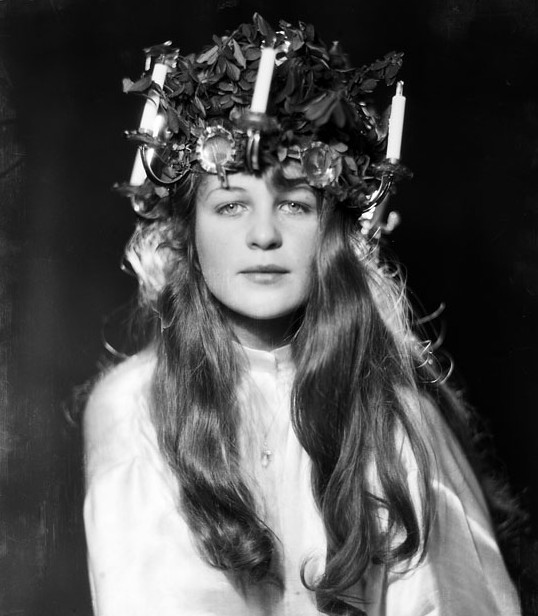
Solveig Hedengran som Stockholms Lucia 1928.

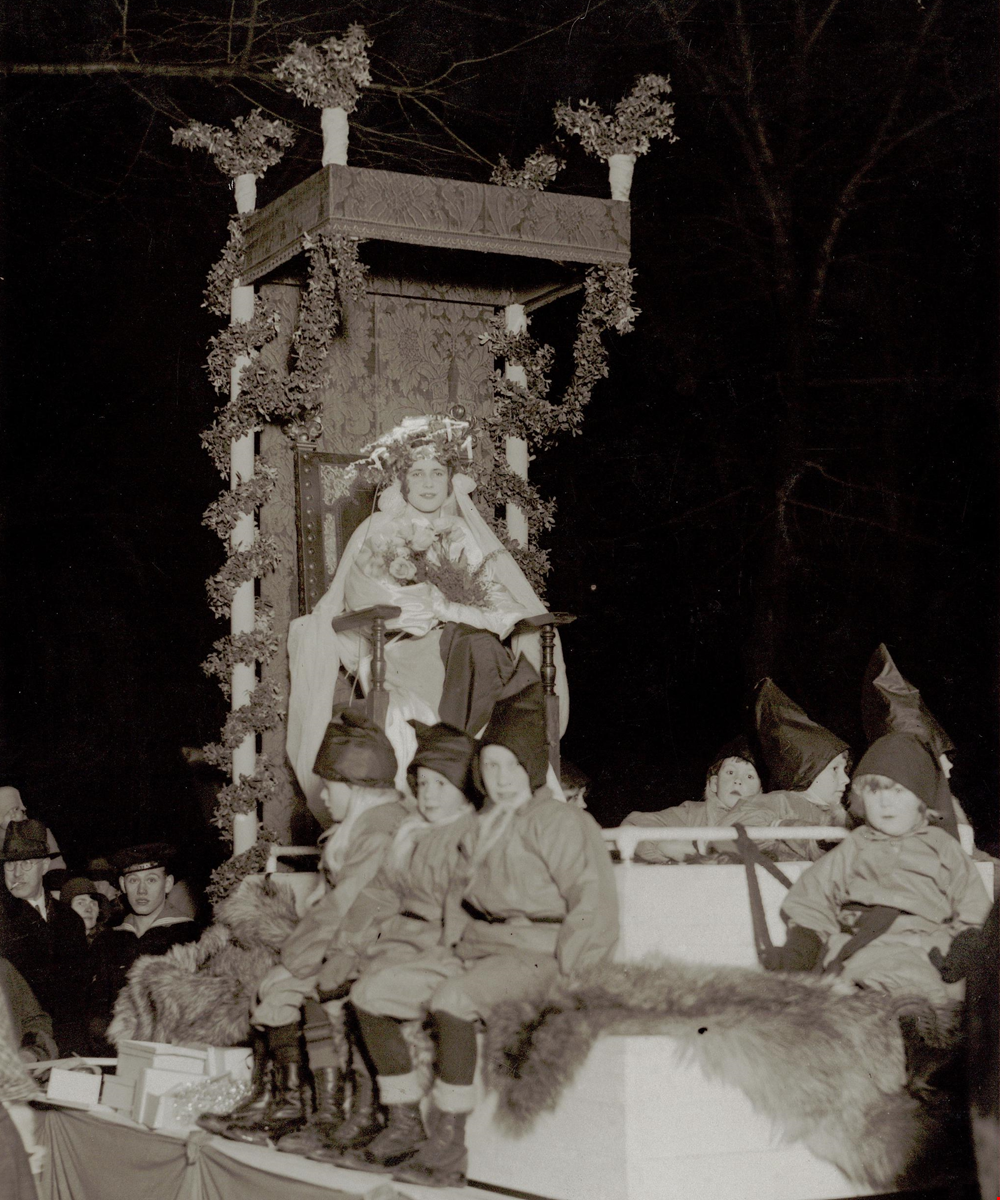
Gudrun Jern som Stockholms Lucia 1929.

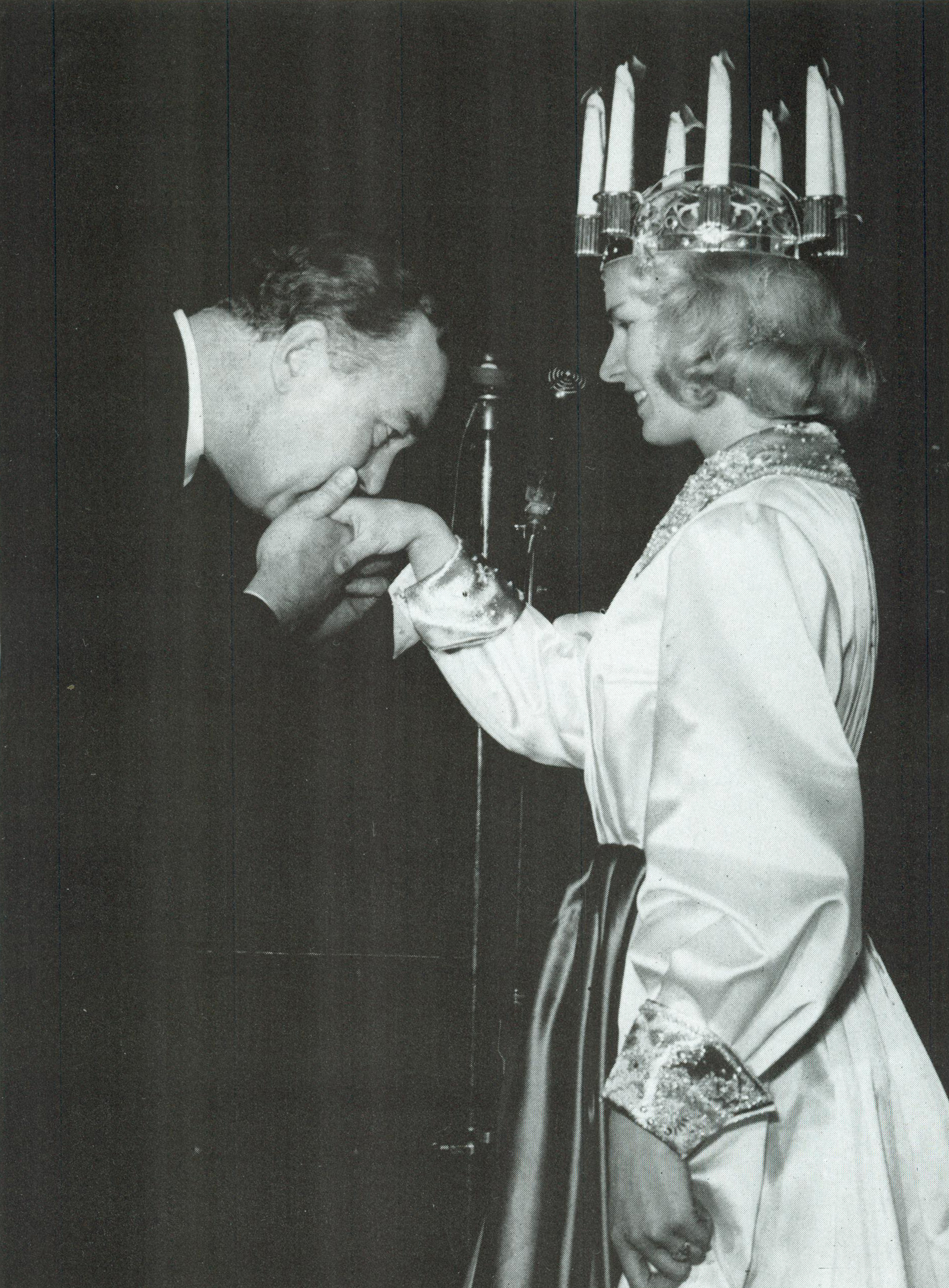
Prins Bertil har just krönt Kerstin Källström i Blå hallen 1958.

Stockholms Lucia, (tidigare Hela Stockholms Lucia, senare Sveriges Lucia), var ett årligt evenemang där den tidningsläsande allmänheten fick rösta fram en kandidat att krönas till huvudstadens Lucia.
Inspirerade av det succéartade luciatåget som köpmännens gatuföreningar genomförde 1927, med Zelia Söderberg-Friedmann som ridande Luciabrud, arrangerade Stockholms Dagblad evenemanget första gången 1928 med Solveig Hedengran som Lucia. Året efter började man med läsaromröstningar då Gudrun Jern utsågs. Efter sammanläggningen 1931 fortsatte Stockholms Lucia i Stockholms-Tidningens regi. Året 1949 deltog kandidater från övriga landet och Hela Sveriges Lucia utsågs. Detta återupptogs 1959 och därefter fick den utkorade bära båda titlarna, Stockholms Lucia och Sveriges Lucia. Efter Stockholms-Tidningens nedläggning 1966 övertog Aftonbladet tävlingen som fortsatte i samma form till 1968. Innan Året Runt tog över arrangemanget var det Veckorevyn som 1969–1971 utsåg Sveriges Lucia.

## Stockholms Lucia efter år
Om annat ej anges var Luciorna bosatta i Stockholmsområdet.
| År   | Lucia                                           |
| ---- | ----------------------------------------------- |
| 1927 | Zelia Söderberg utsedd av affärsidkarna i city  |
| 1928 | Solveig Hedengran korad av tidningens prisnämnd |
| 1929 | Gudrun Jern                                     |
| 1930 | Nancy Pettersson                                |
| 1931 | Britt-Marie Rudenschöld                         |
| 1932 | Ingrid "Diana" Robbert                          |
| 1933 | Anna-Lisa Berg gift 1935 med Jussi Björling     |
| 1934 | Ella Johansson                                  |
| 1935 | Margareta Skog                                  |
| 1936 | Inga Bagge                                      |
| 1937 | Eivor Pettersson                                |
| 1938 | Ingrid Lohman                                   |
| 1939 | Elsa Ekström                                    |
| 1940 | Anne-Marie Hammarström                          |
| 1941 | Ulla-Britta Cargin                              |
| 1942 | Ingegerd Hägg                                   |
| 1943 | Siv Norrman                                     |
| 1944 | Barbro Paulsson                                 |
| 1945 | Gurli Holmberg                                  |
| 1946 | Gun Jönsson                                     |
| 1947 | Doris Zetterman                                 |
| 1948 | Marianne Hylén                                  |
| 1949 | Gerd Larsson Vallsta, Hälsingland               |
| 1950 | Elisabeth Meyerhöffer                           |
| 1951 | Margit Sjödin                                   |
| 1952 | Kerstin Ornö                                    |
| 1953 | Britta Nordling                                 |
| 1954 | Margareta Ekenfalck                             |
| 1955 | Monica Björkman                                 |
| 1956 | Ingrid Carlsson                                 |
| 1957 | Anita Björklund                                 |
| 1958 | Kerstin Källström                               |
| 1959 | Marianne Lestander Arjeplog                     |
| 1960 | Ingrid Engström Borås                           |
| 1961 | Gun Wadstedt                                    |
| 1962 | Inga-Lill Jungnelius                            |
| 1963 | Anna Lena Brändström Robertsfors                |
| 1964 | Carina Nyrelius                                 |
| 1965 | Monica Larsson Krokskär                         |
| 1966 | Margaretha Lindén Halmstad / Uppsala            |
| 1967 | Britt-Marie Davidsson                           |
| 1968 | Elisabeth Berglund Timrå                        |
| 1969 | Carin Borgman Arvidsjaur                        |
| 1970 | Birgitta Lindblad Örebro                        |
| 1971 | Annette Lundahl Göteborg                        |
| 1972 | Christine Thorhede                              |

### Fotnoter
1. ↑  "Prins Bertil kröner Kerstin Källström" Svenska Dagbladet 14 december 1958 (KB).
2. ↑  "Luciatåget genom Stockholm blev en strålande succé" Svenska Dagbladet 14 december 1927 (KB). (Svd.se/arkiv).
3. ↑  "Zelia Friedmann" minnesord i DN o SvD 5 september 1970. KB.
4. ↑  "Mamma var den första att väljas till Lucia" Allas.se 13 december 2018. Läst 30 september 2024.
5. 1 2  ""Christine Thorhede" Expressen 6 november 1972 (KB).
6. 1 2  "Carin Borgman" Expressen 9 december 1969 (KB).
7. 1 2  "Annette Lundahl" Svenska Dagbladet 7 december 1971 (KB).
8. ↑  "Anna-Lisa Berg" Svenska tidningar (KB).